# 메호대전

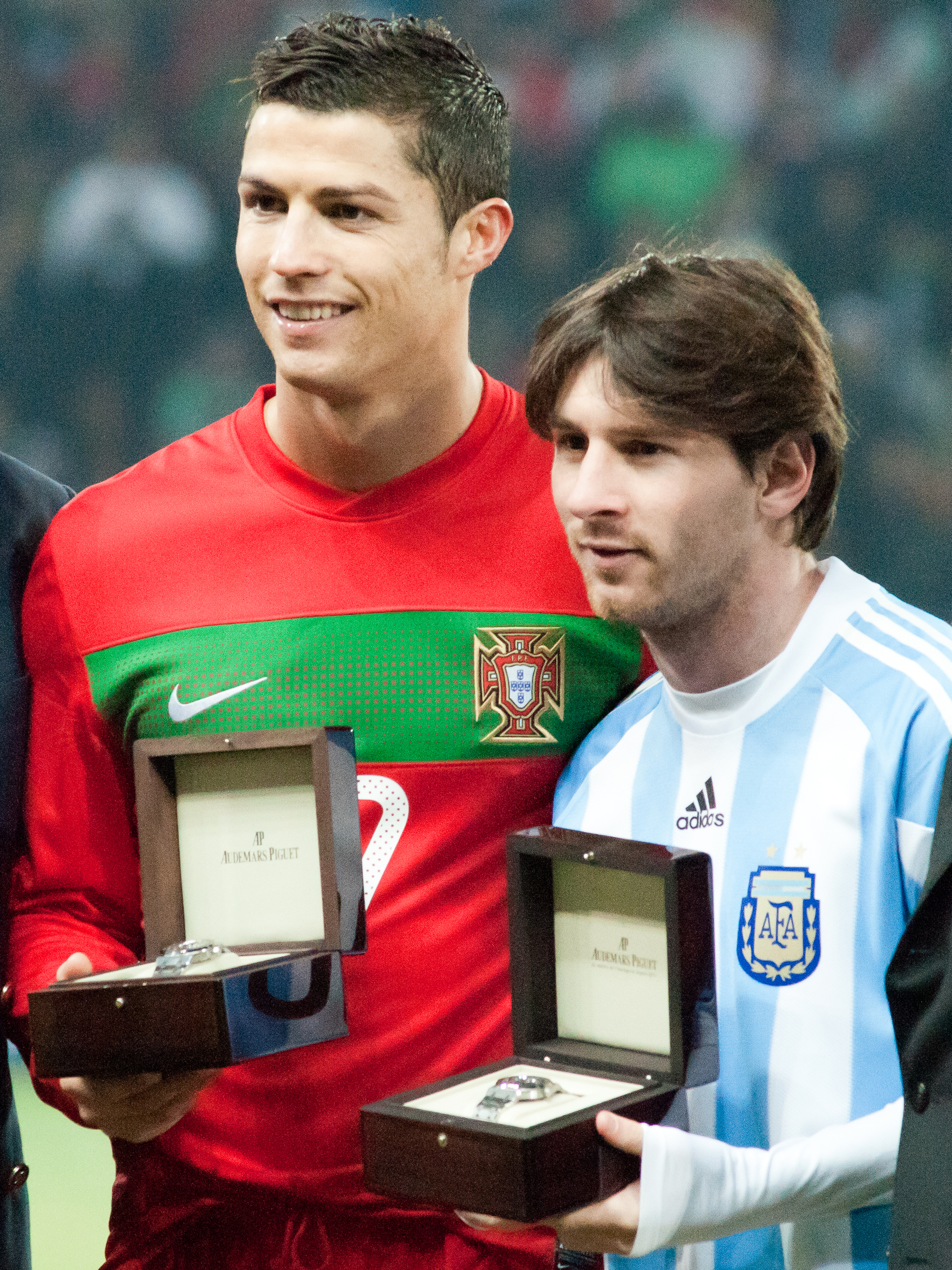
2011년 2월 9일의 크리스티아누 호날두와 리오넬 메시.

메시–호날두 경쟁(Messi–Ronaldo rivalry, Ronaldo–Messi rivalry), 간단히 메호대전(메호大戰)은 아르헨티나의 축구 선수 리오넬 메시와 포르투갈의 축구 선수 크리스티아누 호날두가 참여하는 언론과 팬들에 의해 장려되는 스포츠 라이벌전이다.
그들은 함께 스포츠에서 다양한 역사적 이정표를 달성했고, 역대 최고의 선수들 중 두 명으로 평가받게 되었다. 이들은 지금까지 시니어 경력 동안 통산 76개의 메이저 트로피(메시 42, 호날두 34)를 거머쥐며 한 시즌 50골 벽을 정기적으로 깼다. 그들은 클럽과 국가에서의 경력에서 각각 700골 이상을 득점한 8명의 선수들 중 하나이다. 호날두는 역대 통산 최다 공식 골 기록 1위를 보유하고 있고, 바로 뒤로는 메시가 2위를 보유하고 있다.
2022년 FIFA 월드컵에서 메시가 이끄는 아르헨티나가 우승하자, 많은 이들은 이 경쟁에서 메시에게 손을 들어주고 있는 상황이다.

## 상세
언론인들과 전문가들은 현대 축구에서 누가 최고의 선수인지 혹은 그 어느 때보다도 그들이 믿는 것을 확립하기 위한 시도로 두 선수의 개인적 장점을 정기적으로 논한다. 선호도에 상관없이, 축구 비평가들은 대체로 그들이 그들 세대의 최고 선수라는 것에 동의하며, 그들의 또래 선수들보다 상당한 차이로 수적으로 우세하다. 호날두는 신체적인 특성, 골 득점 능력, 리더십, 압박감 속에서 보여준 활약으로 찬사를 받았고, 메시는 드리블, 플레이메이킹, 패스, 골 득점의 조합으로 찬사를 받았다. 복싱에서는 무함마드 알리-조 프레이저, 테니스에서는 로저 페더러-라파엘 나달, 테니스에서는 비욘 보그-존 매켄로 등 과거 세계적인 스포츠 라이벌과 비교된다. 일부 해설자들은 두 선수의 체격과 경기 스타일을 분석하는데, 논쟁의 일부는 두 선수의 대조적인 성격에 초점을 맞추고 있다.

## 국가대표
국가대표의 경우 메시의 아르헨티나가 첫 FIFA 월드컵인 1930년 월드컵부터 준우승이라는 엄청난 성과를 거둔 당대의 강호인 것과 대조되게 호날두의 포르투갈은 에우제비오의 맹활약으로 4강에 진출한 1966년 월드컵 이전까지는 큰 두각을 나타내지 못하는 팀이었다. 또한 이 두 사람이 두각을 나타내던 시기 기준으로 FIFA 월드컵에서의 성과 역시 아르헨티나는 1978년 월드컵, 1986년 월드컵 이렇게 두 번이나 우승을 달성한 반면 포르투갈은 아르헨티나가 첫 월드컵에서 달성한 준우승 경력조차 없으며 1966년 월드컵에서 3위를 한 것이 최고 기록이었다. 이 때문에 국가대표에서의 활약에 대한 평가는 호날두 쪽이 메시보다 훨씬 후한 기준이 적용되었다. 전문가들은 호날두가 이끄는 포르투갈이 FIFA 월드컵에서 준우승만 이뤄도 국가대표에서의 평가로 메시를 압도하는 것이 되었다. 반면 메시가 이끄는 아르헨티나는 무조건 FIFA 월드컵에서 우승해야만 국가대표의 평가에서 호날두보다 우위에 서게 된다. 하지만 두 국가대표팀의 실력 차이를 감안하더라도 호날두의 포르투갈이 너무 못했다.
- 2010년 월드컵

- 메시: 아르헨티나의 감독으로 부임한 마라도나 감독은 생각보다 너무 졸장이었다. 특히 엔트리멤버 구성이 매우 취약했는데 리켈메를 엔트리에서 제외 시켜 미드필드 없이 뻥축구를 하는 팀으로 전락시켰으며 그 결과 볼리비아에게 1-6 대패를 당했으며 이후 파라과이, 칠레 등 아르헨티나보다 훨씬 약한 상대에게 계속 패하는 등 지역 예선 탈락 일보 직전까지 갔다가 겨우 본선에 진출했다. 그나마 조별 리그 대진표가 대한민국, 그리스, 나이지리아인 덕분에 압도적인 선수들 개인 능력을 활용해 조 1위로 16강에 진출했으며 16강 역시 그리 강하지 않았던 멕시코인 덕분에 8강까지는 쉽게 진출했으나 8강에서 뢰프가 감독으로 있고 선수들 개인 능력이 아르헨티나와 비슷한 독일에게 무전술로 맞붙어 0-4 대패를 당했다.
- 호날두: 지역 예선에서 포르투갈은 그다지 강하지도 않았던 덴마크에 밀려 플레이오프를 경험한 끝에 겨우 본선에 진출했다. 조별 리그에서 브라질, 코트디부아르와 모두 비기고 북한을 7-0으로 대승을 거두고 나서야 겨우 16강에 진출했다. 16강에서는 스페인에게 패했다. 포르투갈을 제치고 본선에 직행했던 덴마크는 어이없게도 일본에게 1-3 대패를 당하고 조별리그에서 탈락했다.

- 2014년 월드컵

- 메시: 아르헨티나 축구 협회에서는 감독에 문제가 있다고 판단, 사베야 감독을 부임 시키기에 이르렀다. 지역 예선에서 아르헨티나는 베네수엘라에게 초반에 패배한 것을 제외하고는 무난하게 남미 지역 예선 1위를 차지하고 본선에 올랐다. 조별 리그에서는 보스니아헤르체고비나, 이란, 나이지리아를 상대로 전승을 거두었으며 16강에서 스위스, 8강에서 벨기에, 4강에서 네덜란드를 모두 제치고 결승에 진출했다. 하지만 팀이 전체적으로 체력이 떨어져 상대적으로 쉽게 결승에 진출한 독일에게 지쳐서 패배했다.
- 호날두: 지역 예선에서 약체인 이스라엘에게 2번이나 하마터면 패할 뻔한 위기에 몰렸다가 3-3, 1-1로 둘 다 겨우 무승부를 거두는 등 졸전을 반복했으며, 이스라엘에게 패배할 위기를 구해낸 선수는 호날두가 아니라 포스티가였다. 결국 러시아와 경합을 벌였는데 다른 경기의 승점은 되려 포르투갈이 승점 3점 우위였으나 러시아는 이스라엘을 4-0, 3-1로 각각 이긴 탓에 러시아에게 승점 1점 차이로 밀려서 플레이오프로 진출한 끝에 겨우 본선에 올랐지만 조별 리그에서 독일에게 0-4 대패를 당한 것이 원인이 되어 미국을 상대로 동일한 1승 1무 1패를 기록하고도 골 득실차에서 밀려 탈락했다.

- 2018년 월드컵: 메시와 호날두가 8강에서 맞붙을 기회가 생겼다. 하지만 메시는 프랑스에, 호날두는 우루과이에 각각 막혀 8강 진출이 좌절되었으며 이 8강전에서는 프랑스가 우루과이를 이겼다.

- 메시: 사베야 감독이 지병으로 은퇴하자 후임으로 삼파올리 감독을 내정했다. 하지만 마라도나 만큼 졸장이었다. 결국 지역 예선 18라운드에 이르러서는 3위인 칠레(승점 26점)와 7위인 파라과이(승점 24점)간 승점 차이가 고작 2점에 불과한 상황이었고 아르헨티나가 6위(승점 25점)인 상황이었다. 아르헨티나는 이미 탈락이 확정된 에콰도르가 상대였는데 경기 시작하자마자 실점해 위기에 몰렸지만 메시가 해트트릭을 달성해 3-1 승리를 이뤄 팀을 구해냈다. 하지만 조별 리그에서 크로아티아에게 0-3으로 패하는 등 이전과는 비교도 안 되는 허약한 모습을 보인 끝에 억지로 16강에 진출했다. 16강에서는 음바페의 프랑스와 엄청난 난타전 끝에 3-4로 패배했다.
- 호날두: 지역 예선에서 1위를 놓고 경쟁하는 스위스를 이기고 호날두는 최초로 플레이오프를 거치지 않고 본선에 직행했다. 조별 리그에서는 스페인과의 경기에서 호날두가 해트트릭을 기록해 3-3으로 비겼다. 이후 모로코만 이기고 16강에 진출했으나 16강에서 우루과이에게 1-2로 패했다.

- 2022년 월드컵

- 메시: 지역 예선에서 아르헨티나 역사상 최초로 무패로 본선에 직행했다. 그 동안의 엔트리보다 훨씬 빈약한 엔트리로 이룬 성과이기에 대단하다는 평가를 받았다. 이 당시 아르헨티나의 선수단은 거의 다 물갈이 되었으며 기존의 선수는 메시, 디 마리아, 오타멘디 단 3명에 불과했다. 하지만 조별 리그 첫 경기부터 사우디아라비아의 황당한 전술에 말려들어 패배해서 첫 경기만 끝났는데 조별 리그 탈락의 공포에 시달렸다. 하지만 이후 스칼로니 감독은  라우타로를 후보로 내리는 등의 초강수를 둬서 멕시코와 폴란드를 연달아 이기고 16강에 진출했다. 16강에서 호주, 8강에서 네덜란드, 4강에서 크로아티아를 제치고 결승에 올라 결승에서도 음바페가 이끄는 프랑스를 상대로 승부차기 끝에 이겨 통산 3회 우승을 메시의 손으로 이루어냈다. 메시와 디 마리아 말고는 죄다 한미했던 선수들로 이룬 우승이기에 메시의 가치는 더욱 빛났다. 특히 이 월드컵 우승의 일등 공신 중 한 명인 골키퍼 에밀리아노는 한 팀에 정착을 하지 못해 여기 저기 임대를 다니던 선수였으며, 이 월드컵에서 아르헨티나 내에서 메시 다음으로 골을 많이 넣은 알바레스는 자기 소속 리그 팀에서는 홀란에 밀려 후보 선수였다. 물론 홀란은 노르웨이 국가대표 소속이지만 노르웨이가 지역 예선 유럽 G조에서 네덜란드와 튀르키예에 밀려 탈락해 이 월드컵에서 모습을 드러내진 못했다.
- 호날두: 지역 예선에서 약체 세르비아에게 패해 플레이오프 토너먼트에 진출했다. 포르투갈이 속한 토너먼트 그룹에는 무려 유로 2020 우승팀인 이탈리아가 끼어 있어서 지역 예선 탈락의 공포 속에 플레이오프 토너먼트에 참가했으나, 황당하게 이탈리아가 북마케도니아에게 패하여 조기 탈락하는 일이 벌어져 포르투갈은 죽음의 조임에도 불구하고 매우 쉽게 본선에 진출했다. 조별 리그에서는 호날두가 없을 때 오히려 포르투갈이 훨씬 잘했다. 호날두가 후보로 출전한 우루과이와의 경기와 가나와의 경기를 모두 이긴 반면 호날두가 선발 출장한 대한민국과의 경기는 되려 포르투갈이 패했다. 그래서 16강에서 스위스와의 경기에서는 아예 호날두를 단 1초도 그라운드에 내보내지 않았는데 이 경기를 6-1로 대승을 거두고 8강에 진출했다. 하지만 8강에서 만난 모로코와의 경기에서 호날두는 경기에 출전했지만 하나도 도움이 되지 못한 채 팀을 0-1로 패하게 했다.

결국 이러한 결과로 인해 국가대표 간의 경쟁 역시 메시의 승리로 끝났다.